# Coptocercus trimaculatus
Coptocercus trimaculatus là một loài bọ cánh cứng trong họ Cerambycidae.